# Nicola Ciotti
Nicola Ciotti (né le 5 octobre 1976 à Rimini) est un athlète italien, spécialiste du saut en hauteur.

## Biographie
Nicola Ciotti est le jumeau monozygote de Giulio Ciotti, également sauteur en hauteur (2,31 m).
Son club est les Fiamme Azzurre.
Il est éliminé lors des Championnats du monde 2003 (Paris), 2006 (Moscou), 2007 (Osaka), également aux Jeux Olympiques de 2000 à Sydney et aux Championnats d'Europe en salle 2002 (Vienne), 2005 (Madrid), 2007 (Birmingham), 2009 (Turin) et 2011 (Paris).
Il saute toujours en 2015, à l'âge de 38 ans, 2,09 m. Il met un terme officiel à sa carrière sportive le 26 mai 2017, après avoir remporté la médaille d'argent des Championnats d'Europe des Clubs. Il a établi un record d'Italie des plus de 40 ans avec 2,06 m.

## Palmarès
| Date | Compétition                    | Lieu       | Résultat | Marque |
| ---- | ------------------------------ | ---------- | -------- | ------ |
| 2002 | Championnats d'Europe en salle | Vienne     | qual.    | 2,17 m |
| 2004 | Jeux olympiques                | Athènes    | qual.    | 2,25 m |
| 2005 | Championnats d'Europe en salle | Madrid     | qual.    | 2,27 m |
| 2005 | Jeux méditerranéens            | Almería    | 4e       | 2,21 m |
| 2005 | Championnats du monde          | Helsinki   | 5e       | 2,29 m |
| 2006 | Championnats du monde en salle | Moscou     | qual.    | 2,24 m |
| 2006 | Coupe d'Europe des nations     | Florence   | 2e       | 2,30 m |
| 2006 | Championnats d'Europe          | Göteborg   | 6e       | 2,27 m |
| 2007 | Championnats d'Europe en salle | Birmingham | qual.    | 2,18 m |
| 2007 | Championnats du monde          | Osaka      | qual.    | 2,26 m |
| 2009 | Championnats d'Europe en salle | Turin      | qual.    | 2,27 m |
| 2011 | Championnats d'Europe en salle | Paris      | qual.    | 2,22 m |
| 2017 | Coupe d'Europe des clubs       | Leiria     | 2e       | 2,06 m |

## Records
| Épreuve         | Épreuve      | Performance | Lieu                    | Date                                     |
| --------------- | ------------ | ----------- | ----------------------- | ---------------------------------------- |
| Saut en hauteur | En plein air | 2,30 m      | Viersen Naples Florence | 20 juillet 2003 8 juin 2004 17 juin 2005 |
| Saut en hauteur | En salle     | 2,31 m      | Hustopeče Novi Sad      | 21 janvier 2006 11 février 2006          |